# Reinald Mansoer
Reinald I. Mansoer von Margat (Reinhold Mazoir; Renaud Masoier: † zwischen 1134 und 1140) war Herr von Margat (Marqab) und Konstabler von Antiochia.
Er heiratete Agnes von Tripolis (* um 1100/10; † um 1183?), die Tochter von Bertrand von Toulouse.
1116 übergab der damalige Burgherr Ibn Muhriz die Burg Margat im Tausch an den Fürsten von Antiochia, Roger von Salerno. Reinald, ein wichtiger Parteigänger des Fürsten, erhielt die Burg als Lehen. Er begann eine gewaltige Burg auf dem Basaltberg zu errichten. Zum Lehen gehörte auch die nahegelegene befestigte Stadt Baniyas.
In der Schlacht auf dem Ager Sanguinis am 28. Juni 1119, bei der auch Roger fiel, gelang es Reinald mit einigen Rittern zu entkommen und die kleine Stadt Sarmeda (am östlichen Ufer des Orontes) in der Ebene zu erreichen. Hier ergab er sich Ilghazi und wurde anders als seine Begleiter verschont.
1131 verschworen sich Pons von Tripolis, Joscelin II. und Alice von Antiochia gegen den neuen König von Jerusalem, Fulko von Anjou, dem es jedoch 1131 gelang, die Verbündeten bei Chastel Rouge im Gebiet von Antiochia zu besiegen. Fulko wurde daraufhin als Regent für Konstanze anerkannt, er ernannte Reinald zu seinem örtlichen Vertreter (Konstabler), Alice musste in Latakia verbleiben.
1133 verlor Reinald Margat an die Muslime. 1140 konnte sie sein Sohn Reinald II. Mansoer jedoch wieder in Besitz nehmen. Reinald selbst war vermutlich inzwischen gestorben.